# Silicate de sodium
« E550 » redirige ici. Pour les autres significations, voir E550 (homonymie).
Ne doit pas être confondu avec Orthosilicate de sodium ou Pyrosilicate de sodium.
Le (méta)silicate de sodium (ou sel disodique de l'acide silicique ou trioxosilicate de disodium) est une substance chimique de formule Na2SiO3, inodore et très soluble dans l'eau. C'est une base forte formant des solutions très alcalines, corrosives pour la peau et les muqueuses (pH 13 en solution à 1 %).
Le (méta)silicate de sodium se forme naturellement par réaction de la silice (dioxyde de silicium) avec le carbonate de sodium à l'état fondu. On obtient du silicate de sodium et du dioxyde de carbone.
Na2CO3 + SiO2 → Na2SiO3 + CO2
On le trouve sous deux formes principales :
- forme anhydre (il se présente alors comme un solide cristallin translucide à blanc de formule Na2SiO3) ;
- forme hydratée (Na2SiO3·nH2O), il est parfois qualifié de « verre liquide » (en anglais : water glass ou liquid glass).

Dans le commerce, ses formes les plus courantes sont :
- la forme anhydre (no CAS : 6834-92-0) ;
- la forme pentahydratée Na2SiO3·5H2O (no CAS : 10213-79-3) ;
- la forme nonahydratée Na2SiO3·9H2O (no CAS : 13517-24-3).

## Histoire
Le « verre liquide » a été défini dans Manual of Chemical Technology de Von Wagner (traduit en 1892 en anglais) comme tout silicate alcalin soluble, d'abord observé par Van Helmont en 1640 comme une substance fluide apparaissant lorsqu'on fait fondre du sable (silice) avec un excès d'alcali. Il est d'ailleurs parfois qualifié de « liqueur de cailloux ».
En 1648, Johann Rudolf Glauber a produit ce qu'il a appelé de la « silice fluide », à partir de potasse et silice.
En 1825, Von Fuchs a obtenu du verre liquide par réaction d'acide silicique sur un alcali, le résultat étant soluble dans l'eau « mais non affecté par les changements atmosphériques ».
Von Wagner en distingue plusieurs types : de carbonate de sodium, de potassium, « double » (sodium et potassium), et Fixin. Le type Fixin était un fixatif constitué d'un mélange sursaturé en silice de « verre liquide » (de potassium et de sodium), utilisé pour stabiliser des pigments inorganiques à l'eau déposés sur du ciment (pour les enseignes extérieures et murales).

## Propriétés
Le silicate de sodium est une poudre blanche très soluble dans l'eau, produisant une solution alcaline.
Il fait partie d'une famille de composés apparentés comprenant l'orthosilicate de sodium (Na4SiO4), le pyrosilicate de sodium (Na6Si2O7) et d'autres composés proches, qui sont tous vitreux, très alcalins, incolores et solubles dans l'eau.
Le silicate de sodium est stable en solution de pH neutre ou alcalin.
Dans une solution acide, l'ion silicate réagit avec les ions hydrogène pour former de l'acide silicique, qui, quand il est chauffé et grillé, forme le gel de silice, une substance dure et vitreuse.

### Désignations chimiques
Chaque substance a son propre numéro CAS et EINECS.
Les numéros CAS et EINECS du silicate de sodium et d'autres substances apparentées sont les suivants :
| Nom de la substance            | No CAS     | No EINECS |
| ------------------------------ | ---------- | --------- |
| Acide silicique, sel de sodium | 1344-09-8  | 239-981-7 |
| Métasilicate de disodium       | 6834-92-0  | 229-912-9 |
| Silicate de sodium             | 15859-24-2 | 215-687-4 |

## Usages
Disponible en solution aqueuse et sous forme solide, le silicate de sodium est notamment utilisé :
- dans les ciments ;
- comme ignifugeant ;
- dans l'industrie textile ;
- dans certains produits d'entretien (ménagers ou industriels, tels que détergents, désinfectants, produits de nettoyage alimentaire) ;
- dans l'industrie du bois ;
- dans l'industrie métallurgique (décapant, dégraissant) ;
- dans certaines colles, peintures et produits de blanchiment ;
- pour la préparation de produits cosmétiques ;
- dans l'industrie automobile ;
- dans les cartonneries, pour coller la cannelure (ou microcannelure) à une ou plusieurs feuille plate, ou plusieurs cannelures entre elles, ou plusieurs feuilles de carton ondulé entre elles. Lors du passage dans les machines à haute température, le silicate de sodium polymérise et colle solidement les feuilles de papier entre elles ;
- dans l'alimentation, comme additif alimentaire, alors réglementé sous le numéro E550, comme anti-agglomérant[8] et — au début du XXe siècle avec un grand succès — pour la conservation des œufs. Quand des œufs frais sont plongés dans une solution de silicate de sodium, les bactéries capables de dégrader l'œuf en sont tenues à l'écart et l'humidité y est maintenue, conservant l'œuf pour au maximum neuf mois. Il fallait percer la coquille des œufs ainsi conservés avant de les faire cuire dans de l'eau bouillante, pour permettre à la vapeur de s'échapper car la coque n'en était plus poreuse[9] ;
- comme mastic de réparation rapide : du silicate de sodium et du silicate de magnésium dissous dans de l'eau sont utilisés en pâte épaisse pour réparer des pots d'échappement. Quand le dispositif d'échappement atteint sa température de fonctionnement, la chaleur sèche la pâte qui polymérise en une sorte de verre, permettant une réparation (temporaire, car néanmoins relativement fragile) ;
- comme étanchéifiant de réparation en milieu liquide et chaud (il a ainsi été en 2011 utilisé pour boucher des fissures à la suite de l'accident de la centrale nucléaire de Fukushima). Le silicate de sodium en solution peut colmater des fuites dans des joints[10]. Ce type d'utilisation n'est possible que dans un milieu qui atteindra la température de polymérisation[Quoi ?] de 100-105 °C[réf. nécessaire] ;
- comme inhibiteur de corrosion dans certains circuits d'eau ;
- comme substrat de croissance de certaines algues dans les écloseries d'aquaculture ;
- pour la fabrication (anciennement) de munitions, par exemple pour les cartouches de revolvers à poudre noire produites par la Colt's Manufacturing Company de 1851 à 1873, notamment durant la guerre de Sécession. Le silicate de sodium scellait les papiers nitrés combustibles ensemble pour former une cartouche en papier conique contenant la poudre noire, ainsi que pour coller la balle de plomb ou de la balle conique à l'extrémité ouverte de la « cartouche » de papier. Ces cartouches collées au silicate de sodium étaient insérées entières dans les chambres du barillet, ce qui accélérait le temps rechargement. Cet usage a été détronné par l'invention des cartouches à douille de laiton et leur adoption par plusieurs armées à partir de 1873[11],[12] ;
- dans l'industrie du forage : mélangé au fluide de forage, il permet de stabiliser les parois de puits de forage et d'éviter leur effondrement ou l'alésage des parois, notamment dans des couches argileuses ou dans les formations contenant des minéraux argileux gonflants tels que la smectite ou la montmorillonite ;
- pour renforcer une maçonnerie ou du béton, du stuc, plâtre, etc. (ainsi rendus moins poreux ou hydrofuges, grâce à une réaction chimique avec l'excès de Ca(OH)2 (portlandite) présent dans le béton, qui lie de façon permanente les silicates, ce qui rend leur surface plus dure et hydrofuge). Il est généralement conseillé d'appliquer ce traitement uniquement après le temps de durcissement initial (sept jours ou plus selon les conditions) ;
- pour inactiver des moteurs de véhicules : pour les voitures devant être retirées définitivement de la circulation, une solution de silicate de sodium est utilisée à peu de frais, pour détruire rapidement et définitivement le moteur. On remplace son huile minérale par deux litres de solution, qui précipitent et endommagent définitivement les rouages et pistons en quelques minutes[13]. Cette procédure est par exemple obligatoire aux États-Unis dans le cadre du programme Car Allowance Rebate System (CARS)[13],[14].

## Protection passive contre l'incendie
Le silicate de sodium est utilisé pour produire des matériaux réfractaires, en tant que liant de matériaux ininflammables et isolants tels que la vermiculite et la perlite. Des panneaux réfractaires ou de protection passive contre l'incendie peuvent ainsi être produits, ainsi que des protections moulées (autour de tuyaux par exemple). En mélangeant le silicate de sodium avec des poudres minérales finement broyées (poussière de vermiculite par exemple), on peut produire des adhésifs à haute température (l'intumescence disparaît). Le silicate de sodium étant peu coûteux et disponible en abondance, il a été utilisé dans de nombreuses applications réfractaires.

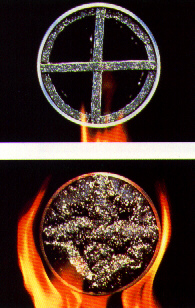
Le silicate de sodium présente des propriétés expansives et d'incombustibilité intéressantes pour certains usages contre les dégâts du feu.
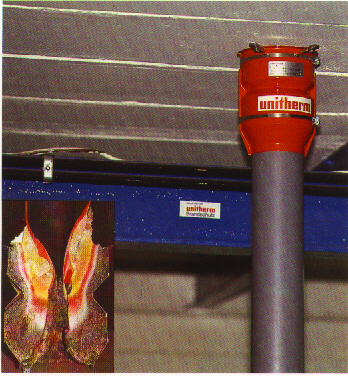
Utilisation d'un matériau intumescent à base de silicate de sodium.

En solution, ce produit attaque certains métaux dont l'aluminium, l'étain, le plomb, le zinc, le cuivre et leurs alliages en dégageant de l'hydrogène (ce qui induit un risque d'explosion). Il doit pour cette raison être stocké dans du plastique ou de l'inox.

## Écotoxicologie
L'écotoxicologie ne semble pas avoir été très étudiée. Elle semble essentiellement liée à son caractère corrosif, mais atténuée, au moins dans les milieux exposés aux pluies par son caractère lessivable, en raison de sa grande solubilité.

## Toxicité
Les effets de toxicité chroniques ne semblent pas avoir été testés chez l'être humain, mais un cas au moins de forte sensibilisation allergique a été décrit.
Des effets toxiques aigus existent chez l'être humain,,,,, comme chez d'autres organismes animaux (testés en laboratoire). Ils semblent dus à l'alcalinité de la molécule qui par ingestion provoque une hémorragie stomacale et du duodénum, ainsi qu'une érosion de l'intestin grêle. Chez le chien et le porc expérimentalement exposés (quel que soit l'âge de l'animal), au-delà de 250 mg/kg, ce produit a produit des nécroses ulcératives aiguës de l'épithélium du tractus digestif supérieur, des poumons (avec œdème) et des reins (nécrose des tubes rénaux proximaux).
Inhalé, le silicate de sodium irrite fortement le tractus respiratoire et corrode les muqueuses olfactives. Des réponses d'hypersensibilité existent chez la souris (mesurées par le gonflement œdémateux de l'oreille) mais il est considéré comme un allergène faible,.
En exposition prolongée à dose plus faible, il produit une réaction inflammatoire ulcérative de la bouche et muqueuses et des dermites.
Les espèces de mammifères y semblent différemment sensibles, par exemple une polydipsie, polyurie et lésions des tubes rénaux apparaissent (chez le chien) pour une exposition à 2 400 mg/kg dans la nourriture durant quatre semaines, mais pas chez le chat).

### DL50orale
Pour une solution aqueuse à 10 %, la DL50 orale est :
- chez le rat, de 1 280 mg/kg (de 847 mg/kg chez le mâle à 1 350 mg/kg chez la femelle) ;
- chez la souris, de 770 mg/kg chez la femelle à 820 mg/kg chez le mâle.

### NOAEL
La NOAEL est de 792 mg/kg et par jour chez le rat exposé durant deux ans via son eau de boisson.
Les détergents contenant ce produit sont de puissants irritants pour la peau, les yeux et le tractus respiratoire. En poudre anhydre sur la peau, il n'est pas irritant chez les animaux qui (ex. : lapin) ne transpirent pas.

## Mutagénicité
Le silicate de sodium ne semble pas mutagène selon le test d'Ames et chez Bacillus subtilis, il n'induit pas de lésion de l'ADN ; on n'a pas détecté d'aberration chromosomique dans la moelle osseuse de souris exposées à 740–1 340 mg/kg (par voie orale).

## Cancérogénicité
Le silicate de sodium est théoriquement potentiellement cancérigène en tant qu'agent corrosif, sur les cellules squammeuses de l'œsophage par exemple, mais des rats exposés via leur boisson durant deux ans à 792 mg/kg et par jour n'ont pas développé de tumeurs.
Il est connu qu'une silicose peut être induite par l'inhalation de particules de silice, mais elle n'est pas observée avec l'inhalation de métasilicate de disodium en solution, probablement car, étant très soluble, il est rapidement et totalement éliminé de l'organisme.

## Reprotoxicité
Le silicate de sodium est reprotoxique chez le rat mais non chez la souris : les rats exposés à 790 à 1 580 ppm dans l'eau de boisson, du sevrage à la fin de la reproduction, ont produit 20 % de descendants en moins, et la survie des petits au sevrage a été fortement affectée (24 % de la normale). Mais aucun effet n'a été observé sur la reproduction des souris gavées de 12,4-50-200 mg/kg du 1er au 18e jour de gestation.